# The Sugarland Express
The Sugarland Express (no Brasil, Louca Escapada e em Portugal, Asfalto quente) é um filme estadunidense de 1974, do gênero policial, dirigido por Steven Spielberg e com roteiro baseado em caso real.
The Sugarland Express foi o primeiro longa-metragem do diretor Steven Spielberg para o cinema. A prisão mostrada no início do filme é verdadeira, e está localizada na cidade de próxima à cidade de Sugarland, no Texas.
O enredo é baseado em uma história real acontecida em maio de 1969 no Texas, quando os fugitivos Robert e Ila Fae Dent seqüestraram o policial Kenneth Crone e empreenderam uma fuga através de diversas cidades, sendo perseguidos por viaturas policiais, helicópteros, repórteres e curiosos, até o desfecho final na casa da mãe de Ila Fae.
O filme, cujo orçamento foi de três milhões de dólares, foi escolhido pela California's Panavision Company para estrear suas novas câmeras Panaflex, que permitiram ao diretor rodar cenas complexas dentro do carro dos patrulheiros.

## Sinopse
Durante a visita ao marido que estava na prisão, mulher o convence a fugir para resgatar o filho de ambos, que fora adotado por outro casal. Na fuga eles levam um policial como refém, e são perseguidos pela polícia e pela imprensa.

## Elenco
- Goldie Hawn .... Lou Jean Poplin
- William Atherton .... Clovis Michael Poplin
- Ben Johnson .... capitão Harlin Tanner
- Michael Sacks .... patrulheiro Maxwell Slide
- Gregory Walcott .... patrulheiro Ernie Mashburn
- Steve Kanaly .... patrulheiro Jessup
- Louise Latham .... sra. Looby
- A.L. Camp .... sr. Alvin T. Nocker
- Jessie Lee Fulton .... sra. Nocker
- Dean Smith .... Russ Berry

## Principais prêmios e indicações
Festival de Cannes 1974 (França)
- Venceu na categoria de melhor roteiro.
- Indicado à Palma de Ouro.

Prêmio WGA 1975 (Writers Guild of America, EUA)
- Indicado na categoria de melhor comédia escrita diretamente para o cinema.